# Погорельцы (Львовская область)
Погорельцы (укр. Погорільці) — село в Глинянской городской общине Львовского района Львовской области Украины.

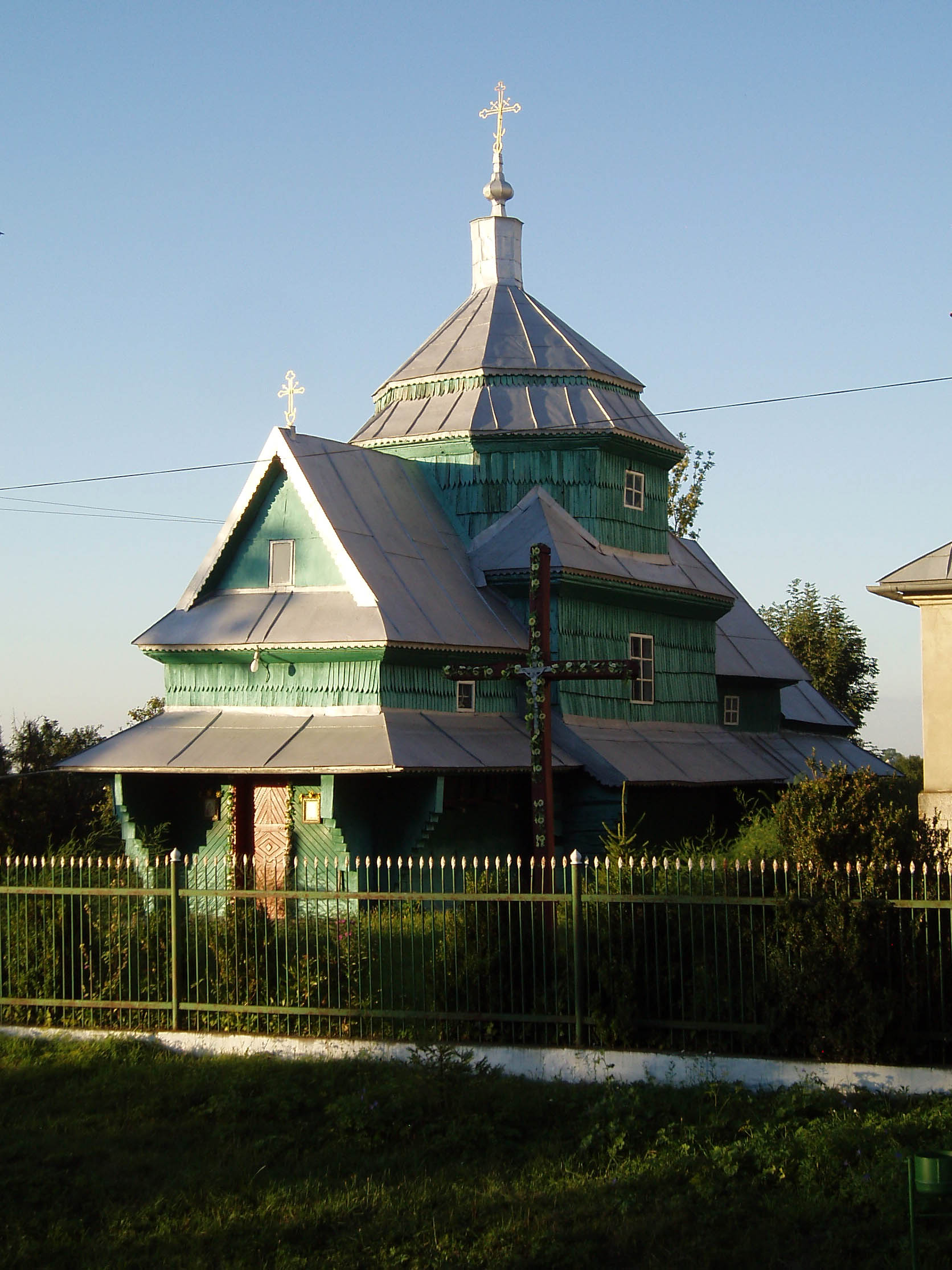
Церковь святой Параскевы, 1772

Население по переписи 2001 года составляло 294 человека. Занимает площадь 0,964 км². Почтовый индекс — 80726. Телефонный код — 3265.